# Terratrèmol de Torrevella de 1829
El terratrèmol de Torrevella de 1829 va ser un violent moviment sísmic que va tenir lloc en diferents localitats del Baix Segura i del Baix Vinalopó el 21 de març de 1829. Encara que la ciutat més afectada va ser Almoradí, és conegut com a terratrèmol de Torrevella per ser aquesta localitat la major de les que van sofrir els seus efectes.
El període comprès entre 1820 i 1830 va ser el de major activitat sísmica al sud de la província d'Alacant, afectant a les línies sismotectòniques de la comarca del Baix Segura que tenen tres falles: la de Benejússer-Benijòfar, la de Guardamar del Segura i la de Torrevella. En general, la Costa Blanca es troba enfonsada uns 10 metres per sota de la falla de Torrevella.
Des del 13 de setembre de 1828 al 21 de març de 1829 es van succeir una sèrie de terratrèmols a la zona, calculats en més de dos-cents. A les 18.15 hores del 21 de març de 1829 es va produir el terratrèmol de 6,6 en l'escala de Richter, amb l'epicentre en les coordenades 38° 5′ N, 0° 41′ O / 38.083°N,0.683°O (nuclis de Benejússer, Rojals i Torrevella), que va causar 389 morts i 209 ferits, uns 2.000 habitatges completament destruït, la destrucció dels ponts sobre el riu Segura a Almoradí, Benejússer, Dolors i Guardamar, i que va estendre els seus efectes més greus, a més d'a les poblacions citades, a Almoradí, Algorfa, Rafal, la Mata, Daia Vella, Guardamar del Segura, Dolors, Redovà, Sant Fulgenci i Sant Miquel de les Salines. La meitat dels morts van ser a Almoradí en ser la població que comptava amb carrers més estrets i edificis més alts que es van esfondrar uns sobre d'altres.
A petició del Bisbe Félix Herrero d'Oriola, després d'una missiva en la qual aquest fou enviat per Ferran VII, va remetre milió i mig de rals del seu pecuni particular i va establir la tramesa urgent de cereals a la zona. Amb els comptes oberts per ajudar els damnificats, que van assolir una recaptació de vuit milions i mig de rals, es van reconstruir totalment els municipis d'Almoradí, Benejússer, Guardamar i Torrevella.